# Алессандро Мандзоні
Алесса́ндро Франче́ско Тома́зо Мандзо́ні (італ. Alessandro Francesco Tommaso Manzoni; 7 березня 1785, Мілан — 22 травня 1873, Мілан) — італійський прозаїк, поет, драматург.
Один із найвідоміших представників італійського романтизму, знаний через роман «Заручені» («I promessi sposi»), який сьогодні називають найкращим прикладом роману в італійській літературі. Помер від гнійного менінгіту, який ускладнив перебіг травми, що він отримав за півроку до смерті.

## Життєпис

### Дитинство

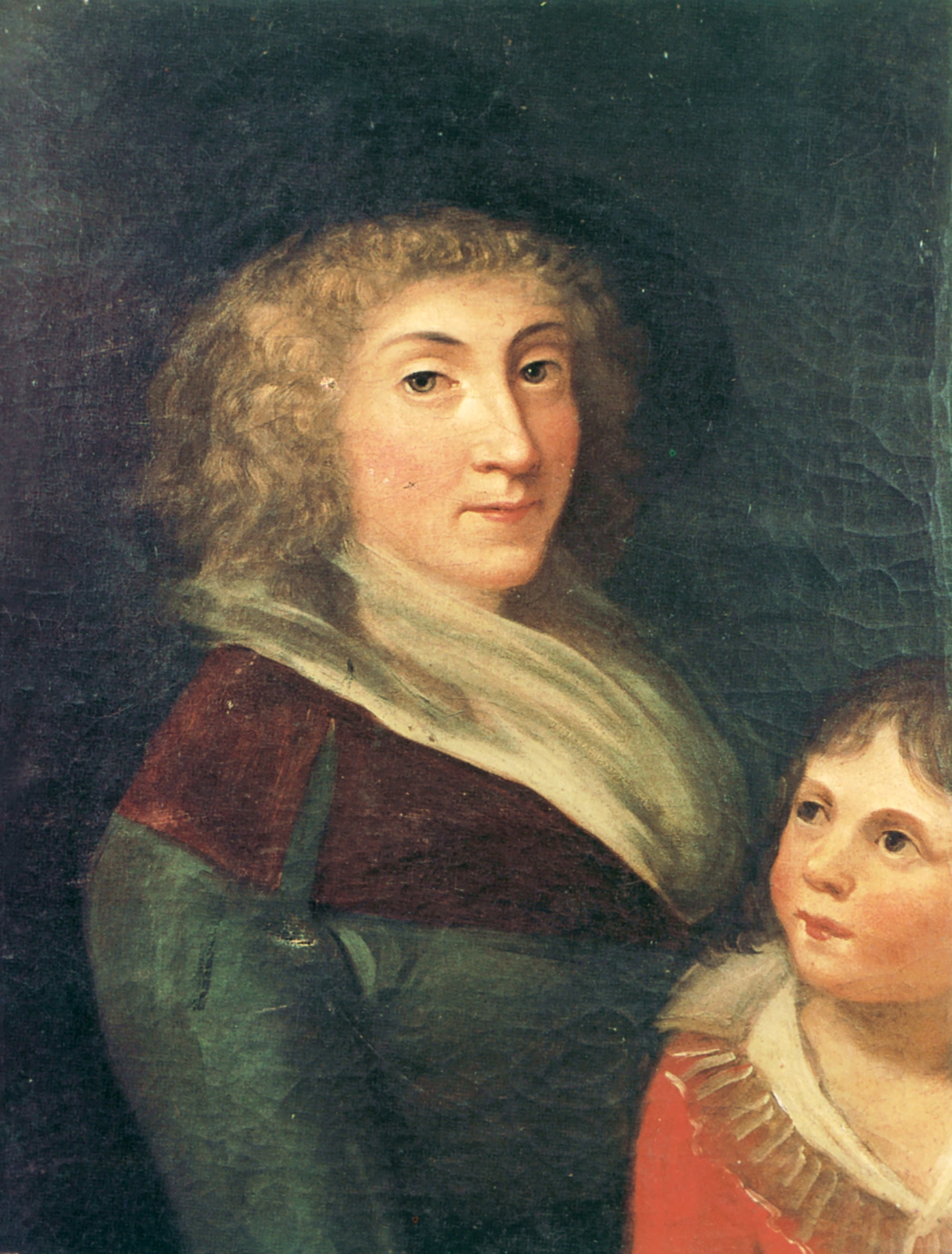
Портрет Джулії Беккаріа та її сина Алессандро Мандзоні в дитинстві (Андреа Аппіані, 1790).

Алессандро Мандзоні походив зі старовинного ломбардського роду. Його батьком за законом визнаний П'єтро Мандзоні — дворянин родом з Вальсассіни, що оселився в околицях Лекко. Однак більшість біографів додержуються думки, що справжнім батьком Алессандро був Джованні Веррі. Пристрасний коханець, який до того ж доводився молодшим братом відомому італійському історикові П'єтро Веррі, Джованні зміг принадити молоду жінку, незважаючи на те, що був на сімнадцять років старший за неї. З коханцем мати Алессандро познайомилась ще до шлюбу, але не припиняла стосунків з ним і після весілля. Пізніше Алессандро Мандзоні з великою пошаною ставився до авторитету П'єтро Веррі і не приховував, що є його племінником.
Мати Алессандро Мандзоні — уроджена Джулія Беккаріа — також належала до уславленого роду. Дід майбутнього письменника Чезаре Беккаріа був відомим юристом і поборником громадянських свобод. Вихований на ідеях французьких енциклопедистів, Чезаре написав твір «Про злочини і покарання» (1764), в якому засудив смертну кару і тортури. За словами письменника, за життя він бачився з дідом лише один раз. Пізніше Джулія розлучилась із Пьєтро Мандзоні і переїхала до Парижа.
Алессандро Мандзоні народився 7 березня 1785 року в Мілані, однак його раннє дитинство пройшло у заміському маєтку. Також у дитинстві він часто мешкав на сільській віллі в Калеотто, яку в зрілому віці продав з великим жалем. 13 жовтня 1791 року Алессандро відправили на навчання до аристократичного релігійного коледжу Мерате. Там стосунки з однокласниками в нього не склалися, хлопець страждав від знущань однолітків і покарань жорстких вчителів. Єдиною його втіхою залишалась література, цікавість до якої він виявляв уже в шкільні роки. У квітні 1796 року Алессандро вступив до коледжу Сан-Антоніо в Лугано, в якому навчався до вересня 1798 року. Ці роки залишили глибокий слід у пам'яті письменника завдяки педагогу Франческо Соаве, про якого Мандзоні з пошаною згадував і в похилому віці. Своє навчання юнак завершив у одному з міланських коледжів. Найяскравішим спогадом цього періоду була зустріч з відомим поетом Вінченцо Монті.

### Молодість

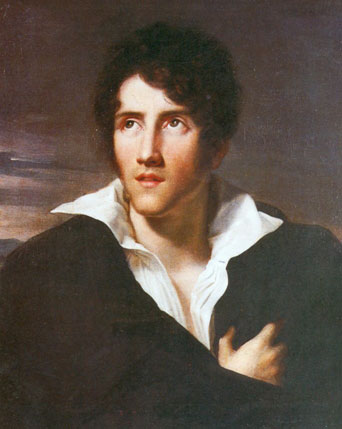
Алессандро Мандзоні в 1805 році (портрет невідомого майстра).

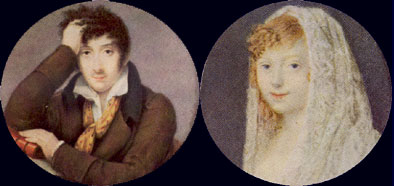
Мініатюра із портретами Алессандро Мандзоні й Енрікетти Блондель.

Останні шкільні роки Мандзоні пройшли в атмосфері великих політичних змін. Роздроблену на феодальні володіння Італію захопив Наполеон і проголосив про створення ряду демократичних республік. Ці перші позитивні зміни італійські патріоти гаряче вітали. Не залишився осторонь і Алессандро, який у 1805 році написав свою першу поему «Тріумф Свободи».
Водночас в особистому житті він був далекий від ідеалів праведності. Після завершення навчання Мандзоні з 1801 по 1805 рік мешкав у Мілані разом зі старим батьком П'єтро. В цей період він не мав роботи, а час гаяв, відвідуючи театри і казино. Окрім прихильності до азартних ігор Алессандро пережив і перше кохання до Луїджіни Вісконті. Щоб віднадити юнака від розпусного життя, батько відрядив того до Венеції. В цьому місті Алессандро оселився у кузини Джованни, у Венеції він прожив з жовтня 1803 по травень 1804 року.
1805 року Алессандро переїхав у Париж до матері, теплі взаємини з якою підтримував аж до її смерті у 1841 році. В Парижі він потрапив до салону материної подруги Софії де Кондорсе, вдови великого енциклопедиста Ніколя де Кондорсе. Завдяки новому колу знайомств у Алессандро Мандзоні з'явились справжні друзі-однодумці: філософ Антуан Дестют де Расі, лікар П'єр Кабаніс, письменник Клод Фор'єль. Останній цікавився історією літератури, любив Італію. Ці спільні уподобання зблизили його з Алессандро на все життя, пізніше Фор'єль стане першим перекладачем творів Мандзоні французькою.
Змін зазнало і особисте життя письменника. Взимку 1808 року він одружився зі швейцаркою Енрікеттою Блондель. 1810 року Енрікетта випадково ледь не загинула. Деякі біографи вважають, що саме цей випадок призвів до навернення Мандзоні до католицтва. До цього часу Алессандро висловлював антиклерикальні погляди, а його дружина була кальвіністкою. Інші дослідники вважають, що на зміну світогляду вплинуло розчарування у тодішній французькій політиці. Так чи інакше Мандзоні від цього часу порвав з якобінцями, став ревним віруючим і навіть повторно звершив вінчання за католицьким обрядом (перше весілля відбулося у янсеністскій церкві). Того ж року родина Мандзоні повернулась до Італії. Спочатку письменник оселився на віллі в Брузульйо, а потім у Мілані в особняку на вулиці Мороне. В цьому будинку він прожив до самої смерті.

### Зрілі роки

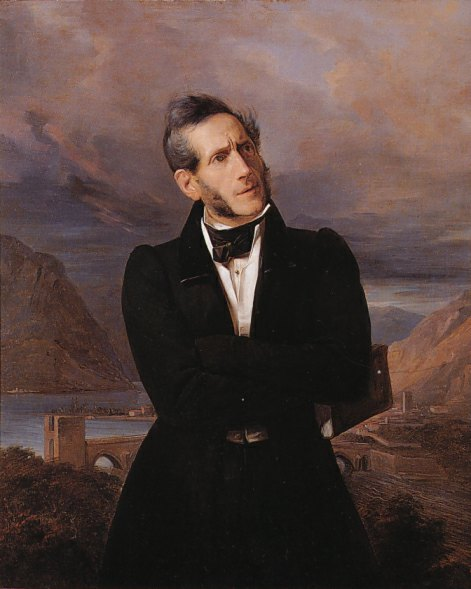
Алессандро Мандзоні у 50 років (портрет на тлі краєвиду озера Комо, де мешкав письменник; Джузеппе Мольтені, 1835).

У 1810—1815 роках відбувається становлення Мандзоні як поета і письменника. В ці роки він починає писати твори, як на відміну від його перших літературних спроб привертають увагу критиків і громадськості. Алессандро Мандзоні складає вірші на біблійну тематику, об'єднані під назвою «Священні гімни».
З 1815 року захоплюється романтизмом і починає писати прозу. В італійській літературі романтизм мав специфічні відмінності від «північної школи». Якщо німецькі і французькі романтики шукали філософської глибини, то італійці, позбавлені століттями права на самовизначення, звернули свої погляди на події національної історії. Алессандро Мандзоні також звернувся до історичної тематики. Першим його твором у цьому стилі стала драма «Граф Карманьйола» (1819). У 1822 році під впливом французького історика Огюстена Тьєррі (друга Клода Фор'єля) він пише історичну драму «Адельгіз». В цей же період починає роботу над своїм найвідомішим твором — романом «Заручені». Автор кілька разів доопрацьовував роман, так що остаточна його редакція побачила світ лише у 1842 році, коли письменник постарів. Крім художніх творів Мандзоні наприкінці життя пробував писати і публіцистичні, досліджуючи різні історичні аспекти. Наприклад, в «Історії ганебного стовпа» він дослідив судові розправи над так званими мазальниками, засуджуючи забобони і суспільне невігластво.

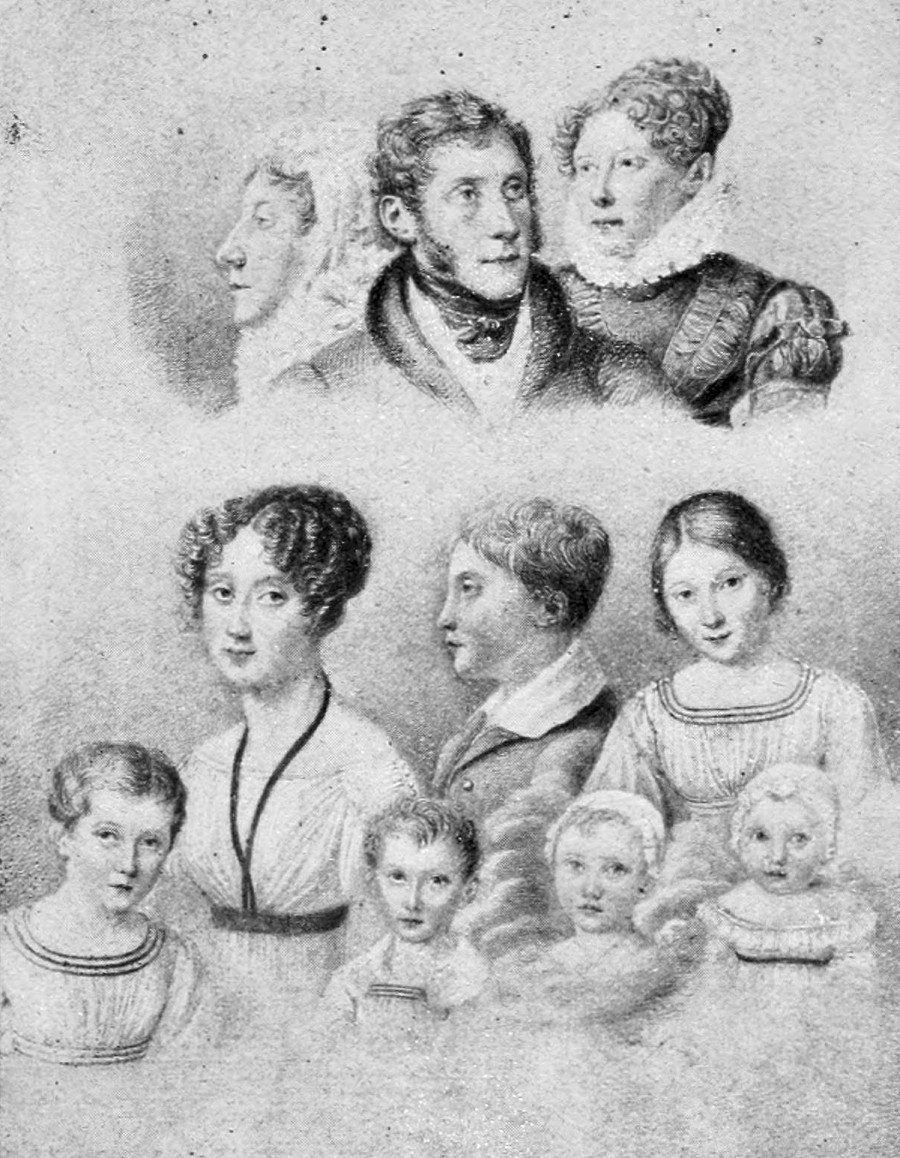
Родина Мандзоні під час подорожі до Флоренції: верхній ряд (зліва направо) — Джулія Беккаріа, Алессандро Мандзоні, Енрікетта Мандзоні (Блондель), нижній ряд — діти подружжя.

Хоча публічне визнання прийшло до письменника ще за його життя, Алессандро Мандзоні здебільшого залишався осторонь літературних кіл. Він вів тихе упорядковане життя, багато часу приділяв сім'ї і близьким друзям, займався садівництвом на своїй віллі. Письменник мав міцне фізичне здоров'я, але усі роки його супроводжували невротичні розлади. Мандзоні страждав через панічні напади, іпохондрію, різні фобії (боявся натовпу, блискавки, води), а також заїкався. Головною причиною його хвороб були сімейні турботи.
Шлюб з Енрікеттою Блондель виявився міцним і щасливим, вже у перший рік подружнього життя (23 грудня 1808 року) в пари народилася дочка Джулія Клавдія. Згодом в родині з'явилося ще дев'ятеро дітей: Луїджі (5 вересня 1811, помер в той же день), П'єтро Луїджі (21 липня 1813), Кристина (25 липня 1815), Софія (12 листопада 1817), Енріко (7 червня 1819), Клара (серпень 1821), Вітторія (вересень 1822), Філіппо (березень 1826) і Матільда (травень 1830). Втім, кількох дітей батькам довелося поховати ще маленькими. 25 грудня 1833 року від туберкульозу померла Енрікетта, чиє здоров'я було підірване багатьма вагітностями, а 20 вересня 1834 року пішла з життя старша дочка Джулія. Хоча письменник тяжко переживав ці втрати, тим не менш він наважився на другий шлюб і 1837 року одружився з удовою графа Деціо Стампа Терезою Боррі. На відміну від Енрікетти, яке залишалась у тіні літературної слави чоловіка, нова дружина мала сильний характер. На цьому ґрунті між Терезою і матір'ю Алессандро виник конфлікт. Напружена ситуація в сім'ї завершилася смертю Джулії Беккаріа (7 липня 1841), якій передувала смерть дочки Кристини (27 травня того ж року). Ще одне потрясіння чекало Алессандро Мандзоні у 1844 році, коли помер його друг Клод Фор'єль.

## Смерть і вшанування

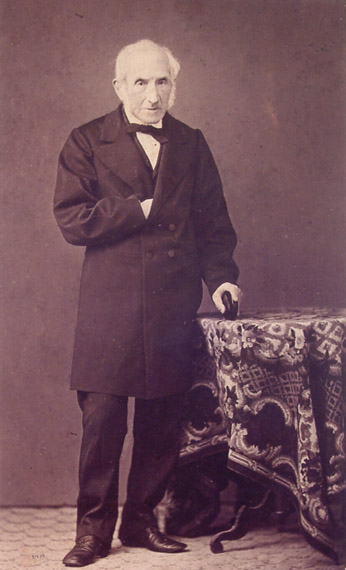
Алессандро Мандзоні близько 1870 року.

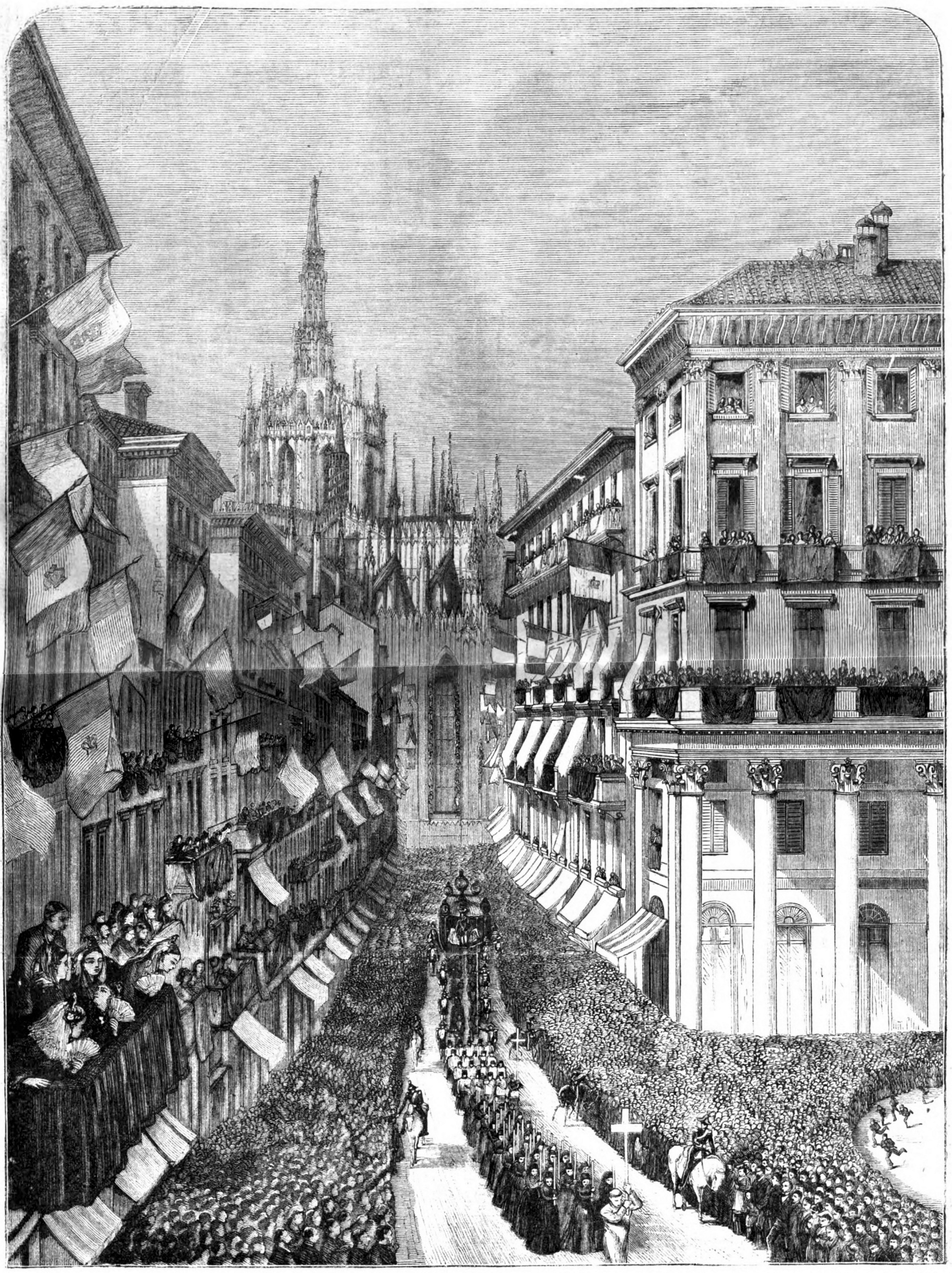
Похорон Алессандро Мандзоні (ілюстрація 1873 року).

6 січня 1873 року Алессандро Мандзоні отримав важку травму голови від падіння при виході з церкви. За кілька днів він усвідомив, що його інтелектуальні здібності слабнуть, а по деякім часі впав у кататонічний стан. 28 квітня того ж року смерть старшого сина П'єтро Луїджі негативно вплинула на стан здоров'я Мандзоні. Як ускладнення травми в нього розвинувся менінгіт і 22 травня письменник пішов з життя.
Тіло Алессандро Мандзоні забальзамували сім лікарів, призначених муніципалітетом Мілана. Похорон відбувся 29 травня і пройшов за участі багатьох городян і представників влади. На жалобній церемонії були присутні майбутній король Умберто I, міністр іноземних справ, представники сенату і провінцій, закордонні гості. У перші роковини смерті прославлений італійський композитор Джузеппе Верді присвятив пам'яті письменника «Реквієм». Через десять років тіло Алессандро Мандзоні з почестями перепоховали у меморіальній каплиці на монументальному кладовищі Мілана. На п'ятдесяту річницю смерті в Італії на честь письменника було випущено серію з шести марок. Наразі міланський особняк Алессандро Мандзоні перетворений на музей і центр дослідження його творчості.

## Творчість
Перші літературні спроби Алессандро Мандзоні робив ще у коледжі, де намагався писати вірші і сатиру. Однак до сучасників рукописи цих творів не дійшли. Першим друкованим твором письменника стала поема «Тріумф Свободи» (1801). На її написання Мандзоні надихнули політичні зміни в Італії, де на руїнах феодального режиму були створені демократичні республіки. Хоча творцями їх виступали французи, загарбницький характер нового режиму ще не дався взнаки, тому юний Алессандро радо вітав утворення маріонеткових держав. Втім, через прискіпливість наполеонівської цензури він наважився видати поему лише в останній рік свого життя.
Зміна світогляду і навернення до церкви стали новою віхою на творчому шляху письменника. У 1810 році він видає віршовану збірку під назвою «Священні гімни». Вона об'єднувала сумні урочисті поезії на біблійну тематику. Особливу відзнаку критиків отримали вірші «Різдво», «Воскресіння», «Трійця». Друг Мандзоні, видатний німецький поет Гете, сказав, що в них відродилась занедбана століттями прекрасна італійська мова. Видатний літературознавець і учасник Рісорджименто Франческо де Санктіс зауважив, що «Гімни» стали викликом класицизму: в них євангельські притчі були своєрідно інтерпретовані через девіз республіканців «Свобода, рівність, братерство».
Наступний період у творчому житті Алессандро Мандзоні можна назвати драматургічним. В цей час він відходить від вже випробуваних поетичних форм і одночасно змінює стиль. Разом з іншими італійськими романтиками Мандзоні звертається до історичної тематики. Плодом його зусиль стали театральні драми «Граф Карманьйоло» (1819) і «Адельгіз» (1822). Передмову до «Графа Карманьйоли» вважають символом зародження романтичного італійського театру, її порівнюють з передмовою Віктора Гюго до «Кромвеля», написаного у 1827 році. У цій передмові Мандзоні довів недоречність деяких принципів класицистичної драми (сам він захоплювався Шекспіром). «Граф Карманьйоло» викликав різку критику з боку французького поета-класициста Віктора Шове, на яку Мандзоні відповів теоретичними працями «Лист пану Ш. про єдність часу й місця в трагедії», «Про романтизм» (останній лист адресовано маркізу Чезаре д'Адзеліо у 1823 році). Також письменник написав листа «Про католицьку мораль» (1819), який був логічними продовженням засудження макіавелізму, розкритикованого у драмі.
Обидві драми театральні критики сприйняли досить прохолодно, тому Алессандро Мандзоні вирішив звернутися до прози. Письменник задумав написати великий твір, який би поєднував усю силу художніх засобів із глибиною висвітлення історичних подій. Роботу над романом «Заручені» він розпочав одночасно із написанням драми «Адельгіз», тобто у 1821 році. Однак роману судилося інша доля. Перша його редакція 1823 року була скорше спробою накреслити основні сюжетні лінії. Хоча твір опублікували, письменник продовжував розвивати його фабулу. Друге видання 1825—1827 набуло завершених рис, однак і воно не вдовольнило письменника недосконалістю мови, а точніше, обраного автором ломбардського діалекту. Спеціально для того, щоб покращити мовні засоби свого твору, Алессандро Мандзоні разом з усією родиною здійснив подорож до Флоренції — центру італійської культури. Там він провів мовознавчі дослідження, після яких повністю переписав роман тосканським діалектом.
Робота над «Зарученими» потребувала опрацювання великої кількості історичних документів. Досліджуючи праці таких відомих істориків як Джузеппе Ріпамонті, П'єтро Веррі, Алессандро Тадіно, письменник дізнався про маловідомі для його сучасників деталі чумної моровиці 1630 року. Це спонукало його на видання окремої наукової роботи «Історія ганебного стовпа» (1840). В похилому віці він зосередився на філологічних проблемах і видав ґрунтовне дослідження «Про єдність мови та засоби її поширення» (1868). Останнім твором Алессандро Мандзоні, який письменник так і не встиг завершити, став «Трактат про італійську мову».